# مدیریت یکپارچه نواحی ساحلی
مدیریت یکپارچه نواحی ساحلی فرایند یا مجموعه عملکردهای مدیریتی است که با در نظرگرفتن کلیه جنبه‌های مرتبط با ناحیه ساحلی شامل فنی، زیست‌محیطی، سیاسی، جغرافیایی، اجتماعی و فرهنگی انجام می‌پذیرد تا بتوان به اهداف توسعه پایدار رسید.